# Oldenkott
De tabakskerverij en tabaksfabriek Oldenkott werd opgericht in Amsterdam in 1760 door Hermann Oldenkott. In 1819 kwam er een filiaal in Ahaus (Duitsland), dat in Kasteel Ahaus was ondergebracht.. Waarschijnlijk kende de firma nog twee filialen, aangezien in 1838 August Kersten uit Rees de tabaksfabrieken van Heinric Oldenkott in Elten en Weesp overnam, maar wel de naam Oldenkott behield.
Deze Duitse tak van Oldenkott werd een van de grotere Duitse tabaksfirma's en in 1929 kocht de firma de, inmiddels twee, Duitse fabrieken van de oorspronkelijke tak. De Duitse tak werd vooral later bekend door de fabrikage van tabakspijpen. In 1972 werd de Duitse tak opgekocht door het Nederlandse Niemeijer. In 1974 werd de productie van tabak gestaakt, in 1987 werd de productie van pijpen opgekocht door de oorspronkelijke Kersten familie, maar in 1992 alsnog gesloten.
De Nederlandse tak werd in 1923 overgenomen door Sopla uit Amersfoort en de productie verdween uit Amsterdam. Het merk Oldenkott werd langzaam afgestoten en verdween voor de Tweede Wereldoorlog.
De beide Oldenkottfirma's zijn vooral bekend door de uitgave van plaatjesalbums. De Nederlandse tak begon hiermee in 1910 met een serie Nederlandse stads- en gemeentewapens. Dit was een succes en uiteindelijk zijn er 10 albums voor Nederland en een voor Zwitserland uitgegeven. In de jaren dertig zijn nog twee, zeer gezochte, albums uitgegeven met vogelplaatjes.
De Duitse firma heeft van de jaren dertig tot en met de jaren zestig van de 20e eeuw een serie albums uitgegeven met thema's als medailles, natuur en een album "Deutschland braucht Kolonien".

## Etymologie
De ontstaansgeschiedenis van de Amsterdamse tak van Oldenkott wordt beschreven op de website van Oldenkott Gastro, een restaurant in Oldenkott.
"De Oldenkottes begonnen destijds een eigen winkeltje met koloniale waren en hadden een aanlegplaats aan de Berkel die als opslag- en overslagplaats voor hout en een grote verscheidenheid aan ander handelswaar diende. De Oldenkottes stuurden generaties lang minstens één van hun zonen en dochters naar het verre Amsterdam om contacten te leggen en hun belangen te hartigen, waar op die manier een Amsterdamse tak van de familie Oldenkotte is ontstaan.
De Amsterdamse Oldenkottes was het vanaf het begin van de 17e eeuw enorm voor de wind gegaan, en ze hebben zich opgewerkt tot een belangrijke koopmansdynastie. Later is de familie tot het machtige patriciaat van de hoofdstad van Holland gaan behoren. Dit alles is gunstig geweest voor de handel in Oldenkotte. De Oldenkottes gingen voor de kooplieden in het verre westen optreden als commissionairs en verzorgden ook de transporten van het handelswaar. Daarnaast organiseerden ze ook nog tweemaal per jaar een paardenmarkt in Oldenkott. Er gebeurde weinig van belang in de regio waar de gewiekste ondernemers niet bij betrokken waren.
De haardplaat en de klok zijn nog authentiek uit 1749 en er gaat zelfs een verhaal rond dat er 2 Rembrandts hebben gehangen in het authentieke cafégedeelte. De haardplaat en de klok zijn in de tweede wereldoorlog bij het verlaten van de boerderij meegenomen. De Rembrandts zijn op de plek blijven hangen en waren bij terugkomst verdwenen."